# Gmina Lubień

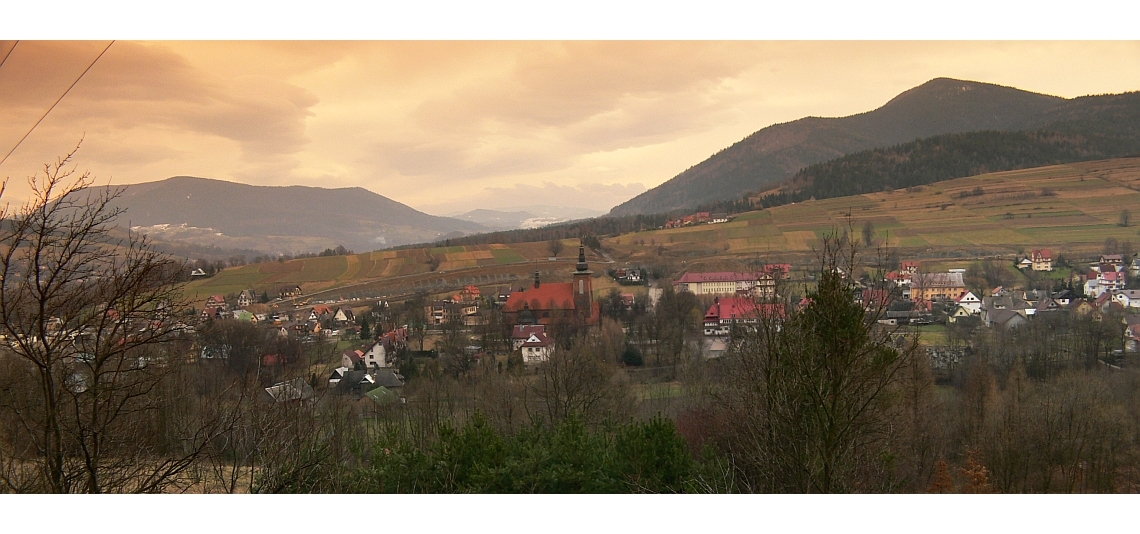
Panorama

Die Gmina Lubień ist eine Landgemeinde im Powiat Myślenicki der Woiwodschaft Kleinpolen in Polen. Ihr Sitz ist das gleichnamige Dorf in den Inselbeskiden.

## Gliederung
Zur Landgemeinde (gmina wiejska) Lubień gehören folgende Dörfer mit einem Schulzenamt:
Krzeczów, Lubień, Tenczyn und Skomielna Biała.

## Verkehr
Durch die Gemeinde verläuft die Schnellstraße Zakopianka (S7), die Krakau mit Zakopane verbindet.

## Partnerschaft
Penkun in Mecklenburg-Vorpommern ist eine Partnergemeinde von Lubień.